# Mansour Rashidi
Mansour Rashidi (persan : منصور رشیدی) (né le 12 novembre 1947 à Masjed Soleiman en Iran) est un footballeur international iranien, qui évoluait au poste de gardien de but.

## Biographie

### Carrière en sélection
Avec l'équipe d'Iran, il joue 20 matchs (pour aucun but inscrit) entre 1972 et 1985. 
Il figure dans le groupe des sélectionnés lors de la coupe d'Asie des nations de 1976, que son équipe remporte.
Il participe également aux JO de 1976. Il joue trois matchs lors du tournoi olympique : contre la Hongrie, le Danemark et le Brésil.
Il joue enfin cinq matchs comptant pour les tours préliminaires de la coupe du monde 1978.

## Palmarès
Avec l'Iran, il remporte la Coupe d'Asie des nations 1976 en battant le Koweït en finale.